# Sempre di domenica
Sempre di domenica è un brano musicale scritto ed interpretato da Daniele Silvestri, estratto come secondo singolo dall'album Unò-dué, quinto lavoro del cantautore italiano.

## Il video
Il video di Sempre di domenica è stato girato da Ago Panini (che aveva già lavorato con Silvestri in Aria), vede Silvestri cantare il brano in una piazza deserta (la piazza del teatro Verdi a Trieste). Man mano che la telecamera ruota su se stessa, inquadra ogni volta una situazione differente, per poi tornare sempre su Silvestri.

## Tracce
1. Sempre di domenica
2. 1000 euro al mese